# Peroesjtitsa
Peroesjtitsa (Bulgaars: Перущица) is een stad en een gemeente in de Bulgaarse oblast Plovdiv, aan de voet van het Rodopegebergte. 

## Geografie
De gemeente Peroesjtitsa ligt in het zuidwestelijke deel van het district Plovdiv.  Met een oppervlakte van 48,719 vierkante kilometer is het de kleinste van de 18 gemeenten van oblast Plovdiv (en na Tsjelopetsj de kleinste in het hele land) en beslaat slechts 0,81% van het totale grondgebied. De grenzen zijn als volgt:
- in het noordwesten - gemeente Stamboliïski;
- in het oosten, zuiden en zuidwesten - gemeente Rodopi;
- in het westen - gemeente Kritsjim.

## Geschiedenis
De stad is bekend in heel Bulgarije door de gevechten in 1876 tijdens de aprilopstand tegen de Ottomaanse overheersing.
Op 29 augustus 1969 werd het dorp Peroesjtitsa officieel uitgeroepen tot stad. 

## Bevolking
Op 31 december 2020 telde de stad Peroesjtitsa zo'n 4.785 inwoners. Dit waren 273 personen minder dan bij de officiële volkstelling van 2011, toen er 5.058 inwoners werden geregistreerd. De gemiddelde jaarlijkse groei in die periode komt daarmee uit op -0,56%, hetgeen hoger is dan het landelijk jaarlijks gemiddelde over deze periode (-0,63%).
| Bevolkingsontwikkeling van Peroesjtitsa tussen 1934 en 2020 |
| ----------------------------------------------------------- |
|                                                             |
| ■ Volkstellingen ■ Schatting                                |

### Etnische samenstelling
De grootste bevolkingsgroep
vormen de etnische Bulgaren (3.353 personen, ofwel 68%), gevolgd door een significante  Romagemeenschap (1.553 personen, ofwel 31%). Verder zijn er geen vermeldenswaardige aantallen etnische minderheden.
Relatief gezien heeft de gemeente Peroesjtitsa het hoogste percentage Roma in Bulgarije: meer dan 30% van de bevolking heeft zichzelf in de census van 2011 als etnische Roma bestempeld. Desalniettemin wordt het aandeel zigeuners in de stad Peroesjtitsa overtroffen door de stad Varbitsa in oblast Sjoemen, waar zij een meerderheid van 56% uitmaakten. Ook de stad Maglizj in  
oblast Stara Zagora komt in de buurt van Peroesjtitsa (29%). 
Ondanks de aanwezigheid van grote aantallen zigeuners, die relatief hoge vruchtbaarheids- en geboortecijfers hebben, blijft het geboortecijfer in Peroesjtitsa betrekkelijk laag. In 2018 werden er slechts 40 kinderen geboren op een bevolking van 4766 personen; hetgeen een bruto geboortecijfer van 8,3‰ betekent.

## Religie
De meest recente volkstelling is afkomstig uit februari 2011 en was optioneel. Van de 5.071 inwoners reageerden er 4.487 op de optionele volkstelling. De Bulgaars-Orthodoxe Kerk was met 3.191 aanhangers veruit de grootste kerkgenootschap - oftewel 71,1% van alle ondervraagden. Verder was er een significante protestantse gemeenschap (1.027 aanhangers, oftewel 22,9%).
| Religieuze samenstelling in februari 2011 | Religieuze samenstelling in februari 2011 | Religieuze samenstelling in februari 2011 | Religieuze samenstelling in februari 2011 | Religieuze samenstelling in februari 2011 |
| ----------------------------------------- | ----------------------------------------- | ----------------------------------------- | ----------------------------------------- | ----------------------------------------- |
|                                           |                                           |                                           |                                           |                                           |
| Bulgaars-Orthodoxe Kerk                   | Bulgaars-Orthodoxe Kerk                   |                                           | 71,11%                                    | 71,11%                                    |
| Katholieke Kerk                           | Katholieke Kerk                           |                                           | 0,33%                                     | 0,33%                                     |
| Protestantisme                            | Protestantisme                            |                                           | 22,89%                                    | 22,89%                                    |
| Islam                                     | Islam                                     |                                           | 0,00%                                     | 0,00%                                     |
| Geen                                      | Geen                                      |                                           | 2,63%                                     | 2,63%                                     |
| Anders/ Onbekend                          | Anders/ Onbekend                          |                                           | 3,04%                                     | 3,04%                                     |

## Economie

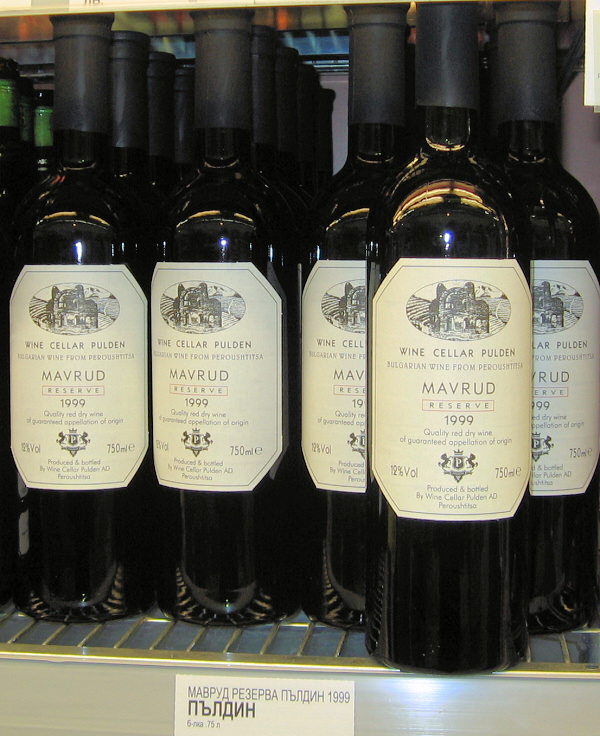
Wijn uit Peroesjtitsa

In Peroesjtitsa wordt een speciale druif gekweekt waarvan een typisch Bulgaarse wijn gemaakt wordt, de Mavroed.
Asenovgrad - Brezovo - Kalojanovo - Karlovo - Chisarja - Koeklen - Kritsjim - Laki - Maritsa - Parvomaï - Peroesjtitsa - Plovdiv - Rakovski - Rodopi - Sadovo - Saedinenie - Sopot - Stamboliïski